# Pakisztán a 2013-as úszó-világbajnokságon
Pakisztán négy úszóval vett részt a 2013-as úszó-világbajnokságon, akik nyolc versenyszámban indultak.

## Úszás
Férfi
| Versenyző    | Verseny                   | Selejtező | Selejtező | Elődöntő          | Elődöntő          | Döntő             | Döntő             |
| Versenyző    | Verseny                   | Idő       | Helyezés  | Idő               | Helyezés          | Idő               | Helyezés          |
| ------------ | ------------------------- | --------- | --------- | ----------------- | ----------------- | ----------------- | ----------------- |
| Haris Bandey | 200 méteres gyorsúszás    | 2:09.85   | 66        | Nem jutott tovább | Nem jutott tovább | Nem jutott tovább | Nem jutott tovább |
| Haris Bandey | 100 méteres pillangóúszás | 1:06.03   | 57        | Nem jutott tovább | Nem jutott tovább | Nem jutott tovább | Nem jutott tovább |
| Syed Naqvi   | 100 méteres gyorsúszás    | 58.40     | 76        | Nem jutott tovább | Nem jutott tovább | Nem jutott tovább | Nem jutott tovább |
| Syed Naqvi   | 50 méteres pillangóúszás  | 27.11     | 68        | Nem jutott tovább | Nem jutott tovább | Nem jutott tovább | Nem jutott tovább |

Női
| Versenyző   | Verseny                 | Selejtező | Selejtező | Elődöntő          | Elődöntő          | Döntő             | Döntő             |
| Versenyző   | Verseny                 | Idő       | Helyezés  | Idő               | Helyezés          | Idő               | Helyezés          |
| ----------- | ----------------------- | --------- | --------- | ----------------- | ----------------- | ----------------- | ----------------- |
| Anum Bandey | 50 méteres mellúszás    | 38.50     | 69        | Nem jutott tovább | Nem jutott tovább | Nem jutott tovább | Nem jutott tovább |
| Anum Bandey | 200 méteres mellúszás   | 2:55.65   | 36        | Nem jutott tovább | Nem jutott tovább | Nem jutott tovább | Nem jutott tovább |
| Lianna Swan | 100 méteres mellúszás   | 1:19.61   | 54        | Nem jutott tovább | Nem jutott tovább | Nem jutott tovább | Nem jutott tovább |
| Lianna Swan | 200 méteres vegyesúszás | 2:32.61   | 44        | Nem jutott tovább | Nem jutott tovább | Nem jutott tovább | Nem jutott tovább |